# Lijst van films E-I
Dit is een lijst van films die beginnen met een letter van E tot en met I.

## E
- E.T. the Extra-Terrestrial (1982)
- Earth (2007)
- East Lynne (1931)
- East of Eden (1955)
- Easter Parade (1948)
- Easy A (2010)
- Easy Rider (1969)
- Eating Out (2004)
- Eaux d'artifice (1953)
- Échappement libre (1964)
- Ed Wood (1994)
- Eddie Murphy Raw (1987)
- Edges of the Lord (2001)
- Edison (2005)
- EDtv (1999)
- Educating Rita (1983)
- An Education (2009)
- The Edukators (2004)
- Edward Scissorhands (1990)
- Eight Days to Live (2006)
- Eight Legged Freaks (2002)
- Eight Men Out (1988)
- Eilandgasten (2006)
- El Dorado (1967)
- Election (1999)
- Elektra (2005)
- Elephant (1989)
- Elephant (2003)
- The Elephant Man (1980)
- Elephants Dream (2006)
- Elf (2003)
- Eline Vere (1991)
- Elizabeth (1998)
- Elizabethtown (2005)
- Ella Enchanted (2004)
- Ellis in Glamourland (2004)
- Elmer Gantry (1960)
- Elvis (2022)
- Elvis: That's The Way It Is (1970)
- Embrace of the Vampire (1994)
- The Emerald Forest (1985)
- Emma (1996)
- The Emperor Jones (1933)
- The Emperor's New Groove (2001)
- Empire of the Sun (1987)
- Encanto (2021)
- Encino Man (1992) aka California Man
- End of Days (1999)
- Endless Love (1980)
- Enduring Love (2005)
- L'Enfant (2005)
- Les Enfants du paradis (1945)
- Enemy at the Gates (2001)
- Enemy of the State (1998)
- The English Patient (1996)
- Enough (2002)
- Equilbrium (2002)
- Eragon (2006)
- Eraser (1996)
- Erik of het klein insectenboek (2004)
- Erik the Viking (1989)
- Erin Brockovich (2000)
- Escape from Alcatraz (1979)
- Escape from L.A. (1996)
- Escape from New York (1981)
- Escape from Sobibor (1987)
- Escape from Tibet (1997)
- Escape to Athena (1979)
- Escape to Victory (1981)
- Eskimo (1934)
- Eternal Sunshine of the Spotless Mind (2004)
- Être et avoir (2002)
- EuroTrip (2004)
- Eva (1994)
- Het evangelie volgens Matteüs (1964)
- Evelyn (2002)
- Evelyn Prentice (1934)
- Even Cowgirls Get the Blues (1994)
- Evening (2007)
- The Evening Star (1996)
- Event Horizon (1997)
- Ever After (1998)
- Every Which Way But Loose (1978)
- Everyone Says I Love You (1996)
- Everything Everywhere All at Once (2022)
- The Evil Dead (1981)
- Evil Dead II (1987)
- Evita (1996)
- Evolution (2001)
- Excalibur (1981)
- Executive Decision (1996)
- eXistenZ (1999)
- Exit Wounds (2001)
- The Exorcism of Emily Rose (2005)
- The Exorcist (1973)
- Exorcist: The Beginning (2004)
- Expeditie Cupido (2024)
- Das Experiment (2001)
- The Exploits of Elaine (1914)
- Explorers (1984)
- Extreme Measures (1997)
- Extremely Loud & Incredibly Close (2011)
- The Eyes of Tammy Faye (2021)
- Eyes Wide Shut (1999)

## F
- F1 (2025)
- F*ck de Liefde (2019)
- F*ck de Liefde 2 (2022)
- The Fabelmans (2022)
- Le Fabuleux Destin d'Amélie Poulain (2001)
- Face/Off (1997)
- The Faculty (1998)
- Fahrenheit 9/11 (2004)
- Failure to Launch (2006)
- Faja Lobbi (1960)
- The Falcon and the Snowman (1985)
- The Fall of the House of Usher (1928)
- Falling Down (1993)
- Fame (1980)
- Fame (2009)
- De familie Slim (2017)
- The Family Man (2000)
- The Family Stone (2005)
- Fandango (1985)
- Fanfan la Tulipe (2003)
- Fanfare (1958)
- Fanny (1961)
- Fanny och Alexander (1982)
- Fantasia (1940)
- Fantastic Beasts and Where to Find Them (2016)
- Fantastic Beasts: The Crimes of Grindelwald (2018)
- Fantastic Beasts: The Secrets of Dumbledore (2022)
- Fantastic Four (2005)
- The Fantastic Four: First Steps (2025)
- Fantastic Four: Rise of the Silver Surfer (2007)
- Fantasy Mission Force (1982)
- Fantômas (1964)
- Fantômas contre Scotland Yard (1967)
- Far and Away (1992)
- The Far Country (1954)
- Far from Heaven (2003)
- A Farewell to Arms (1932)
- Fargo (1996)
- The Farmer's Daughter (1947)
- The Farmer's Daughter (1928)
- Fashion Chicks (2015)
- The Fast and the Furious (2001)
- The Fast and the Furious: Tokyo Drift (2006)
- Fast Times at Ridgemont High (1982)
- Fast X (2023)
- Fat Albert (2004)
- Fatal Attraction (1987)
- The Father (2020)
- Father of the Bride (1950)
- Fatty's Tintype Tangle (1915)
- Faust (1926)
- The Favourite (2018)
- Fear (1996)
- Fear and Desire (1954)
- Fear and Loathing in Las Vegas (1998)
- Fear Street Part One: 1994 (2021)
- Fear Street Part Two: 1978 (2021)
- Fear Street Part Three: 1666 (2021)
- Fear Street: Prom Queen (2025)
- FeardotCom (2002)
- Fearless (1994)
- Feeling Minnesota (1996)
- Femme Fatale (2002)
- Fences (2016)
- Ferris Bueller's Day Off (1986)
- Festen (1998)
- Fetih 1453 (2012)
- A Few Good Men (1992)
- Fiddler on the Roof (1971)
- Field of Dreams (1989)
- The Fifth Element (1997)
- Fight Club (1999)
- The Fighter (2010)
- Fighting Fish (2004)
- The Fighting Temptations (2003)
- Fijn Weekend (2023)
- La Fille de d'Artagnan (1994)
- De film van Rutger, Thomas & Paco (2025)
- Filmpje! (1995)
- The Final Countdown (1980)
- Final Destination (2000)
- The Final Destination (2009)
- Final Destination 2 (2003)
- Final Destination 3 (2006)
- Final Destination 5 (2011)
- Final Destination: Bloodlines (2025)
- Final Fantasy: The Spirits Within (2001)
- Final Fantasy VII: Advent Children (2005)
- Finding Forrester (2004)
- Finding Nemo (2003)
- Finding Neverland (2004)
- La finestra di fronte (2003)
- Fire Down Below (1997)
- Firehouse (1987)
- Firestarter (1984)
- Firewalker (1986)
- The Firm (1993)
- First Blood (1982)
- First Kiss (2018)
- First Knight (1995)
- The First Wives Club (1996)
- A Fish Called Wanda (1988)
- A Fistful of Dollars (1964)
- Five Came Back (1939)
- Five Color Road (1960)
- Five Easy Pieces (1970)
- Five Star Final (1931)
- fl. 19,99 (1998)
- Flåklypa Grand Prix (1975)
- Flanagan (1975)
- Flash Gordon (1980)
- Flashdance (1983)
- Flatliners (1990)
- Flatliners (2017)
- Flawless (2000)
- The Flemish Vampire (2006)
- Flesh & Blood (1985)
- Fletch (1985)
- Flicka (2006)
- Flight of the Phoenix (2004)
- The Flight of the Phoenix (1965)
- Flightplan (2005)
- The Flintstones (1994)
- The Flintstones in Viva Rock Vegas (2000)
- Flirt (2005)
- Flirtation Walk (1934)
- Flirting with Disaster (1996)
- Flodder (1986)
- Flodder 2: Flodder in Amerika (1992)
- Flodder 3 (1995)
- Floris (2004)
- Flugt (2021)
- De fluit met de zes smurfen (1976)
- Flushed Away (2006)
- The Fly (1958)
- The Fly (1986)
- The Fly (2006)
- The Flying Deuces (1939)
- The Fog (1980)
- The Fog of War (2003)
- Follow Me! (1972)
- Foodies (2022)
- Footlight Parade (1933)
- Footloose (1984)
- For a Few Dollars More (1965)
- For Love of the Game (2000)
- For Me and My Gal (1942)
- For My Daughter's Honor (1996)
- For Whom the Bell Tolls (1943)
- For Your Eyes Only (1981)
- Force 10 from Navarone (1978)
- Force of Evil (1948)
- Forces of Nature (1998)
- Ford v Ferrari (2019)
- Foreign Correspondent (1940)
- Forever My Love (2004)
- Forever Young (1993)
- The Forgotten Frontier (1931)
- Forrest Gump (1994)
- Forsaking All Others (1934)
- Fortress (1993)
- The Fountain (2006)
- The Fountainhead (1949)
- Four Brothers (2005)
- Four Christmases (2008)
- Four Daughters (1938)
- The Four Feathers (2002)
- The Four Horsemen of the Apocalypse (1921)
- Four Rooms (1995)
- The Four Saints (2005)
- Four Weddings and a Funeral (1994)
- Foxfire (1996)
- Fragile (2005)
- Frailty (2002)
- Frank en Frey (1981)
- Frank Film (1973)
- Frankenstein (1931)
- Franky and Johnny (1991)
- Frantic (1988)
- Freakier Friday  (2025)
- Freaks (1932)
- Freaky Friday (2003)
- Freddy Got Fingered (2001)
- Free Guy (2021)
- A Free Soul (1931)
- Free Willy (1993)
- Free Willy 2: The Adventure Home (1995)
- Free Willy 3: The Rescue (1997)
- Freejack (1992)
- Freeway (1996)
- The French Connection (1971)
- French Connection II (1975)
- French Kiss (1995)
- Frequency (2000)
- The Freshman (1990)
- Frida (2002)
- Friday the 13th (1980) t/m (2003)
- Friendly Persuasion (1956)
- From Dusk Till Dawn (1996)
- From Hell (2001)
- From Here to Eternity (1953)
- From Justin to Kelly (2003)
- From Russia with Love (1963)
- From the Manger to the Cross (1912)
- The Front Page (1931)
- The Front Page (1974)
- Frost/Nixon (2008)
- Fucking Åmål (1998)
- The Fugitive (1910)
- The Fugitive (1947)
- The Fugitive (1993)
- Full Frontal (2002)
- Full Metal Jacket (1987)
- The Full Monty (1997)
- Full Moon (2025)
- Fun with Dick and Jane (2005)
- Funny Face (1957)
- Funny Farm (1988)
- Funny Games (1997)
- Funny Girl (1968)
- Fury (1936)

## G
- G.I. Blues (1960)
- Galaxy Quest (2000)
- Een galerij: De wanhoop van de sirene (1994)
- Gallipoli (1981)
- The Game (1997)
- Gameboy (2014)
- Gandhi (1982)
- Gang Related (1997)
- The Gang's All Here (1939)
- The Gang's All Here (1943)
- Ganglamedo (2006)
- Gangs of New York (2002)
- Gangster Squad (2013)
- The Garden of Allah (1936)
- Garden of Evil (1954)
- Garfield (2004)
- Garfield: A Tail of Two Kitties (2006)
- Gaslight (1944)
- Gate of Hell (1953) aka Jigokumon
- The Gathering (1977)
- The Gathering (1998)
- The Gathering (2002)
- Gattaca (1997)
- Il gattopardo (1963)
- Gay (2004)
- The Gay Divorcee (1934)
- Gebroken Rood (2005)
- Gebroken spiegels (1984)
- Gegen die Wand (2004)
- Le Gendarme de Saint-Tropez (1964)
- Le Gendarme à New York (1965)
- Le Gendarme se marie (1968)
- Le Gendarme en balade (1970)
- Le Gendarme et les Extra-terrestres (1979)
- Le Gendarme et les Gendarmettes (1982)
- The General (1927)
- The General Died at Dawn (1937)
- The General's Daughter (1999)
- Gentleman's Agreement (1947)
- Gentlemen Prefer Blondes (1953)
- George of the Jungle (1997)
- Gerald McBoing-Boing (1950)
- Geri's Game (1997)
- Gerry (2002)
- Gertie the Dinosaur (1914)
- Get Carter (2000)
- Get Out (2017)
- Get Over It (2001)
- Get Rich or Die Tryin' (2005)
- The Getaway (1972)
- The Getaway (1994)
- Gettysburg (1993)
- Die Gewinnung des Eisens am steirischen Erzberg in Eisenerz (1912)
- Ghost (1990)
- The Ghost and Mrs. Muir (1947)
- The Ghost and the Darkness (1996)
- Ghost Dog: The Way of the Samurai (1999)
- Ghost in the Shell (1995)
- Ghost in the Shell 2: Innocence (2004)
- Ghost Ship (2002)
- Ghost Town (2008)
- Ghost World (2001)
- Ghostbusters (1984)
- Ghostbusters II (1989)
- Ghostbusters: Afterlife (2021)
- Ghosts of Girlfriends Past (2009)
- Gia (1998)
- Giant (1956)
- Giant (2013)
- The Gift (2000)
- Gigi (1958)
- Gilda (1946)
- The Gingerdead Man (2005)
- The Girl Can't Help It (1956)
- The Girl from Missouri (1934)
- Girl, Interrupted (1999)
- The Girl Next Door (2004)
- Girl with a Pearl Earring (2003)
- Girlfight (2001)
- The Girlfriend Experience (2009)
- Girls Just Want to Have Fun (1984)
- Gladiator (2000)
- The Glass Bottom Boat (1966)
- Glass Onion: A Knives Out Mystery (2022)
- Gleaming the Cube (1989)
- Glengarry Glen Ross (1992)
- The Glimmer Man (1996)
- Glorifying the American Girl (1929)
- Glory (1990)
- Go (1999)
- Go (2001)
- Go West (1940)
- Goal! (2005)
- Goal! 2 (2006)
- God Wears My Underwear (2005)
- The Goddess of 1967 (2001)
- The Godfather (1972)
- The Godfather Part II (1974)
- The Godfather Part III (1990)
- The Gods Must Be Crazy (1980)
- Godsend (2004)
- Godzilla (1998)
- Godzilla: Final Wars (2004)
- Going My Way (1944)
- Gold Diggers of 1933 (1933)
- Gold Diggers of 1937 (1937)
- The Gold Rush (1925)
- The Golden Voyage of Sinbad (1974)
- Goldene Zeiten (2006)
- GoldenEye (1995)
- The Goldfinch (2019)
- Goldfinger (1964)
- Gone in 60 Seconds (2000)
- Gone with the Wind (1939)
- Good Boys (2019)
- Good Burger (1997)
- Good Bye, Lenin! (2003)
- The Good Earth (1937)
- The Good Girl (2002)
- The Good Girl (2004)
- Good Morning, Vietnam (1987)
- Good Night, and Good Luck (2005)
- The Good Nurse (2022)
- The Good Shepherd (2006)
- The Good, the Bad and the Ugly (1966)
- Good Will Hunting (1997)
- Goodboy (2004)
- The Goodbye Girl (1977)
- Goodbye, Mr. Chips (1939)
- Goodfellas (1990)
- The Goonies (1985)
- Gordel van smaragd (1997)
- The Gorgeous Hussy (1936)
- Gorillas in the Mist (1988)
- Gosford Park (2001)
- Gossip (2000)
- The Graduate (1967)
- Le grand bleu (1988)
- The Grand Budapest Hotel (2014)
- Grand Canyon (1991)
- Grand Hotel (1932)
- Grand Prix (1966)
- Le Grand Restaurant (1966)
- La Grande Illusion (1937)
- La Grande Vadrouille (1966)
- Grandview, U.S.A. (1984)
- The Grapes of Wrath (1940)
- Gravity (2013)
- Grease (1978)
- Grease 2 (1982)
- Great Balls of Fire! (1989)
- The Great Dictator (1940)
- The Great Escape (1963)
- Great Expectations (1946)
- The Great Lie (1941)
- The Great Outdoors (1988)
- The Great Train Robbery (1903)
- The Great Waltz (1938)
- The Great Ziegfeld (1936)
- The Greatest Game Ever Played (2005)
- The Greatest Show on Earth (1952)
- The Greatest Showman (2017)
- Greed (1924)
- Green Book (2018)
- Green Card (1991)
- Green Dolphin Street (1947)
- The Green Mile (1999)
- Gremlins (1984)
- Gremlins 2: The New Batch (1990)
- Greystoke: The Legend of Tarzan, Lord of the Apes (1984)
- De Griezelbus (2005)
- Grijpstra en De Gier (1979)
- Grimm (2003)
- The Grinch (2000)
- Grindhouse (2007)
- De grønne slagtere (2003)
- De grot (2001)
- De Grote Sinterklaasfilm (2020)
- De Grote Sinterklaasfilm en de strijd om pakjesavond (2023)
- De Grote Sinterklaasfilm: Gespuis in de speelgoedkluis (2022)
- De Grote Sinterklaasfilm: Stampij in de bakkerij (2024)
- De Grote Sinterklaasfilm: Trammelant in Spanje (2021)
- Groundhog Day (1993)
- The Grudge (2004)
- The Grudge 2 (2006)
- Grumpy Old Men (1993)
- Guernsey (2005)
- Guess Who's Coming to Dinner (1967)
- Guest House Paradiso (1999)
- Gunfight at the O.K. Corral (1957)
- Gung Ho! (1943)
- Gung Ho (1986)
- Gunga Din (1939)
- The Guns of Navarone (1961)
- Gunsmoke (1987) ook televisieserie
- The Guru of Sex (2002)

## H
- Hable con ella (2002)
- Hackers (1995)
- Hacksaw Ridge (2016)
- La Haine (1995)
- Hair (1979)
- Hairspray (2007)
- Half Past Dead (2002)
- Halloween (1978)
- Halloween II (1981)
- Halloween H20: 20 Years Later (1998)
- Halloween: Resurrection (2002)
- Hamburger Hill (1987)
- Hamlet (1948)
- Hamlet (1990)
- Hamlet (1996)
- The Hand That Rocks the Cradle (1992)
- Hannah and Her Sisters (1986)
- Hannibal (2001)
- Hannibal Rising (2007)
- Happy Death Day (2017)
- Happy Death Day 2U (2019)
- Happy Endings (2005)
- Happy Single (2023)
- Hard Candy (2006)
- A Hard Day's Night (1964)
- Hard Eight (1996)
- Hard Rain (1998)
- Hard Target (1993)
- Hard to Kill (1990)
- Hardcore (1979)
- Harlan County, USA (1976)
- Harlem Nights (1989)
- Harold and Maude (1971)
- Harriet the Spy (1996)
- Harrison's Flowers (2001)
- Harry and Tonto (1974)
- Harry Potter en de Geheime Kamer (2002)
- Harry Potter en de Gevangene van Azkaban (2004)
- Harry Potter en de Halfbloed Prins (2008)
- Harry Potter en de Orde van de Feniks (2007)
- Harry Potter en de Relieken van de Dood deel 1 (2010)
- Harry Potter en de Relieken van de Dood deel 2 (2011)
- Harry Potter en de Steen der Wijzen (2001)
- Harry Potter en de Vuurbeker (2005)
- Harvey (1950)
- Havoc (2005)
- Häxan (1922)
- Head Above Water (1997)
- Heads of State (2025)
- The Heart of the World (2000)
- Heart Eyes (2025)
- Hearts in Atlantis (2002)
- Heat (1995)
- Heathers (1989)
- Heaven & Earth (1993)
- Heaven Can Wait (1943)
- Heaven Can Wait (1978)
- Heaven's Gate (1980)
- Heavenly Creatures (1995)
- Hector (1987)
- Heidi (1937)
- The Heiress (1949)
- De Hel van Tanger (2006)
- Hell or High Water (2016)
- Hell's Angels (1930)
- Hell's Hinges (1916)
- HellBent (2004)
- Hellbound: Hellraiser II (1988)
- Hello, Dolly! (1969)
- Hellraiser (1987)
- Hellraiser III: Hell on Earth (1993)
- Hellraiser 4: Bloodline (1996)
- Help! (1965)
- The Help (2011)
- Henry V (1944)
- Her (2013)
- Herbie Goes Bananas (1980)
- Herbie Goes to Monte Carlo (1977)
- Herbie Rides Again (1974)
- Herbie: Fully Loaded (2005)
- Here Comes Mr. Jordan (1941)
- Here Comes the Navy (1934)
- Hey Arnold!: The Movie (2002)
- Hibernatus (1969)
- Hidalgo (2004)
- Hidden Figures (2016)
- The Hidden Fortress (2001)
- Hide and Seek (2005)
- High Anxiety (1977)
- High Fidelity (2000)
- High Noon (1952)
- High School (1969)
- High School Musical (2005)
- High School Musical 2 (2007)
- High School Musical 3: Senior Year (2008)
- Highlander (1986)
- Highlander II: The Quickening (1991)
- Highlander III: The Sorcerer (1994)
- Highlander: Endgame (2000)
- Highlander: The Source (2006)
- Highwaymen (2003)
- The Hills Have Eyes (1977)
- Himalaya (1999)
- The Hindenburg (1975)
- His Girl Friday (1940)
- His House (2020)
- History of the World, Part I (1981)
- A History of Violence (2005)
- Hit Man (1982)
- Hitch (2005)
- Hitchcock (2012)
- The Hitcher (1986)
- The Hitchhiker's Guide to the Galaxy (2005)
- Hitler: The Rise of Evil (2003)
- Hitman (2007)
- Hocus Pocus (1993)
- Hocus Pocus 2 (2022)
- Hoe ik mijn moeder vermoordde (1996)
- Hoerenpreek (1996)
- Hoje Eu Quero Voltar Sozinho (2014)
- Hold Back the Dawn (1941)
- Hold Your Man (1933)
- Holiday (1938)
- Holland Wonderland (1990)
- Hollow Man (2000)
- The Hollywood Revue of 1929 (1929)
- Hollywoodland (2006)
- Holy Man (1999)
- Home Alone (1990)
- Home Alone 2: Lost in New York (1992)
- Home Alone 3 (1997)
- Home for the Holidays (1995)
- Home Fries (1998)
- Home on the Range (2004)
- Home Sweet Home (1973)
- Homeboy (1988)
- Homecoming (1948)
- L'Homme à la tête en caoutchouc (1901)
- L'Homme du jour (1937)
- L'Homme orchestre (1970)
- Honey (2003)
- Honey, I Shrunk the Kids (1990)
- Honey, I Blew Up the Kid (1993)
- Honeymoon for Three (1941)
- Hoogste Tijd (1995)
- Hook (1991)
- Hoosiers (1986)
- Hope and Glory (1987)
- Hope Floats (1998)
- Horse Feathers (1932)
- The Horse Thief (1986)
- The Horse Whisperer (1998)
- Horton Hears a Who! (2008)
- Hospital (1970)
- The Hospital (1985)
- Hostage (2005)
- The Hostage (1966)
- Hostel (2005)
- The Hot Chick (2002)
- Hot Shots! (1991)
- Hot Shots! Part Deux (1993)
- Hotel De Grote L (2017)
- Hotel Mumbai (2018)
- Hotel Rwanda (2004)
- Hotel Transylvania (2012)
- The Hours (2002)
- The House in the Middle (1954)
- House of Sand and Fog (2004)
- The House of the Spirits (1993)
- House of Gucci (2021)
- The House of Rothschild (1934)
- House of Wax (1953)
- House of Wax (2005)
- House on Haunted Hill (2000)
- Housekeeping (1987)
- How Green Was My Valley (1941)
- How Stella Got Her Groove Back (1998)
- How the Grinch Stole Christmas (2000)
- How the West Was Won (1962)
- How to Lose a Guy in 10 Days (2003)
- How to Marry a Millionaire (1953)
- How to Train Your Dragon (2010)
- How to Train Your Dragon (2025)
- How to Train Your Dragon 2 (2014)
- How to Train Your Dragon: The Hidden World (2019)
- Howard the Duck (1986)
- Howards End (1992)
- Hud (1963)
- Hudson Hawk (1991)
- Hugo (2011)
- Le Huitième Jour (1995)
- Hulk (2003)
- The Human Comedy (1943)
- Human Desire (1954)
- The Hunger (1983)
- The Hunt for Red October (1990)
- The Hurricane (1937)
- The Hurricane (1999)
- The Hurt Locker (2008)
- Husbands and Wives (1992)
- Hush... Hush, Sweet Charlotte (1964)
- Hustle & Flow (2005)
- The Hustler (1961)

## I
- I Am a Fugitive from a Chain Gang (1932)
- I Am Sam (2001)
- I Know What You Did Last Summer (1997)
- I Know What You Did Last Summer (2025)
- I Know Where I'm Going! (1945)
- I Love Trouble (1994)
- I Love You Again (1940)
- I Spy (2002)
- I Still Know What You Did Last Summer (1999)
- I Want to Live! (1958)
- I, Robot (2004)
- Ice Age (2002)
- Ice Age: The Meltdown (2006)
- The Ice Harvest (2006)
- Ice Princess (2005)
- The Ice Storm (1997)
- The Iceman Cometh (1973)
- Idiocracy (2006)
- If Only (2004)
- If These Walls Could Talk 2 (2000)
- if.... (1968)
- iHostage (2025)
- IJspaard (2014)
- Ik kom wat later naar Madra (1967)
- Ik omhels je met 1000 armen (2006)
- Ik zal zien (2025)
- Ikiru (1952)
- Il caimano (2006)
- Ilse verandert de geschiedenis (1993)
- Im Westen nichts Neues (2022)
- The Immigrant (1917)
- The Imitation Game (2014)
- Imitation of Life (1934)
- Impromptu (1991)
- Immortal Beloved (1995)
- In & Out (1997)
- In America (2003)
- In Good Company (2004)
- In Her Shoes (2005)
- In het belang van de staat (1997)
- In Love and War (1996)
- In Old Arizona (1929)
- In Old Chicago (1937)
- In Oranje (2004)
- In the Bedroom (2001)
- In the Beginning (2001)
- In the Good Old Summertime (1949)
- In the Heat of the Night (1967)
- In the Land of the Head Hunters (1914)
- In the Line of Fire (1993)
- In the Mood for Love (2000)
- In the Name of the Father (1994)
- In Which We Serve (1942)
- Inception (2010)
- The Incredible Hulk (2004)
- The Incredible Shrinking Man (1957)
- The Incredibles (2004)
- The Incredibly True Adventure of Two Girls in Love (1995)
- Incubus (1965)
- Indecent Proposal (1993)
- Independence Day (1996)
- The Indian in the Cupboard (1995)
- The Indian Runner (1991)
- Indiana Jones and the Last Crusade (1989)
- Indiana Jones and the Temple of Doom (1984)
- De Indringer (2005)
- L'Inferno (1911)
- Inferno (1980)
- Inferno (2016)
- The Informer (1935)
- Inglourious Basterds (2009)
- L'inhumaine (1924)
- The Inn of the Sixth Happiness (1958)
- Innerspace (1987)
- Inside Man (2006)
- The Insider (1999)
- Insidious (2010)
- Insidious: Chapter 2 (2013)
- Insidious: Chapter 3 (2015)
- Insidious: The Last Key (2018)
- Insidious: The Red Door (2023)
- Insomnia (2002)
- Inspector Gadget (1999)
- Inspector Gadget 2 (2003)
- The Inspector General (1949)
- Interference (1928)
- The Interpreter (2005)
- Interstellar (2014)
- Interview (2003)
- Interview with the Vampire: The Vampire Chronicles (1994)
- Into His Arms (1999)
- Into the Sun (2005)
- Into the Wild (2007)
- Intolerable Cruelty (2003)
- Intolerance (1916)
- The Invaders (1941)
- Invasie (2024)
- Invasion of the Body Snatchers (1978)
- The Invisible (2007)
- The Invisible Man (1933)
- The IPCRESS File (1965)
- Iris (1987)
- Iris (2001)
- The Irishman (2019)
- Iron Monkey (1993)
- Irréversible (2004)
- The Island (2005)
- It (1927)
- It (2017)
- It Could Happen to You (1995)
- It Happened One Night (1934)
- It Happened to Jane (1959)
- It Takes Two (1995)
- It's a Gift (1934)
- It's a Wonderful Life (1946)
- The Italian (1915)
- Italian for Beginners (2001)
- The Italian Job (1969)
- The Italian Job (2003)
- Ivan de Verschrikkelijke, deel 1 (1944)
- Ivan de Verschrikkelijke, deel 2 (1958)
- Ivanhoe (1952)